# Lost in Thailand
Pour plus de détails, voir Fiche technique et Distribution.
Lost in Thailand (人再囧途之泰囧, Ren zai jiong tu: Tai jiong) est un film chinois réalisé par Xu Zheng, sorti en 2012. À sa sortie, il est devenu le plus gros succès de tous les temps au box-office chinois.

## Synopsis
Xu Lang, un scientifique, a besoin de l'autorisation de M. Zhou, l'actionnaire le plus important de son entreprise, pour obtenir de nouveaux financement. Il part à la recherche de celui-ci en Thaïlande, constamment suivi par Gao Bo, un ancien camarade de classe particulièrement collant. Dans l'avion, il rencontre Wang Bao, un jeune homme qui va en Thaïlande pour accomplir ses rêves.

## Fiche technique
- Titre : Lost in Thailand
- Titre original : 人再囧途之泰囧 (Ren zai jiong tu: Tai jiong)
- Réalisation : Xu Zheng
- Scénario : Ding Ding, Shu Huan et Xu Zheng
- Musique : Howie B
- Photographie : Song Xiaofei
- Montage : Tu Yiran
- Production : Yedda Zhixi Chen, Abe Kwong et Xu Zheng
- Société de production : Beijing Enlight Pictures, Luck Road Culture Communication Co. et YYT Media
- Société de distribution : Beijing Enlight Pictures (Chine)
- Pays :  Chine
- Genre : Comédie dramatique
- Durée : 105 minutes
- Dates de sortie : 
  -  Chine : 12 décembre 2012

## Distribution
- Xu Zheng : Xu Lang
- Wang Baoqiang : Wang Bao
- Huang Bo : Gao Bo
- Tao Hong : la femme de Xu Lang
- Fan Bingbing : elle-même

## Box-office
Avec plus de 200 millions de dollars de recettes, le film est devenu à sa sortie le plus gros succès de tous les temps au box-office Chinois.